# Gebetsfahne

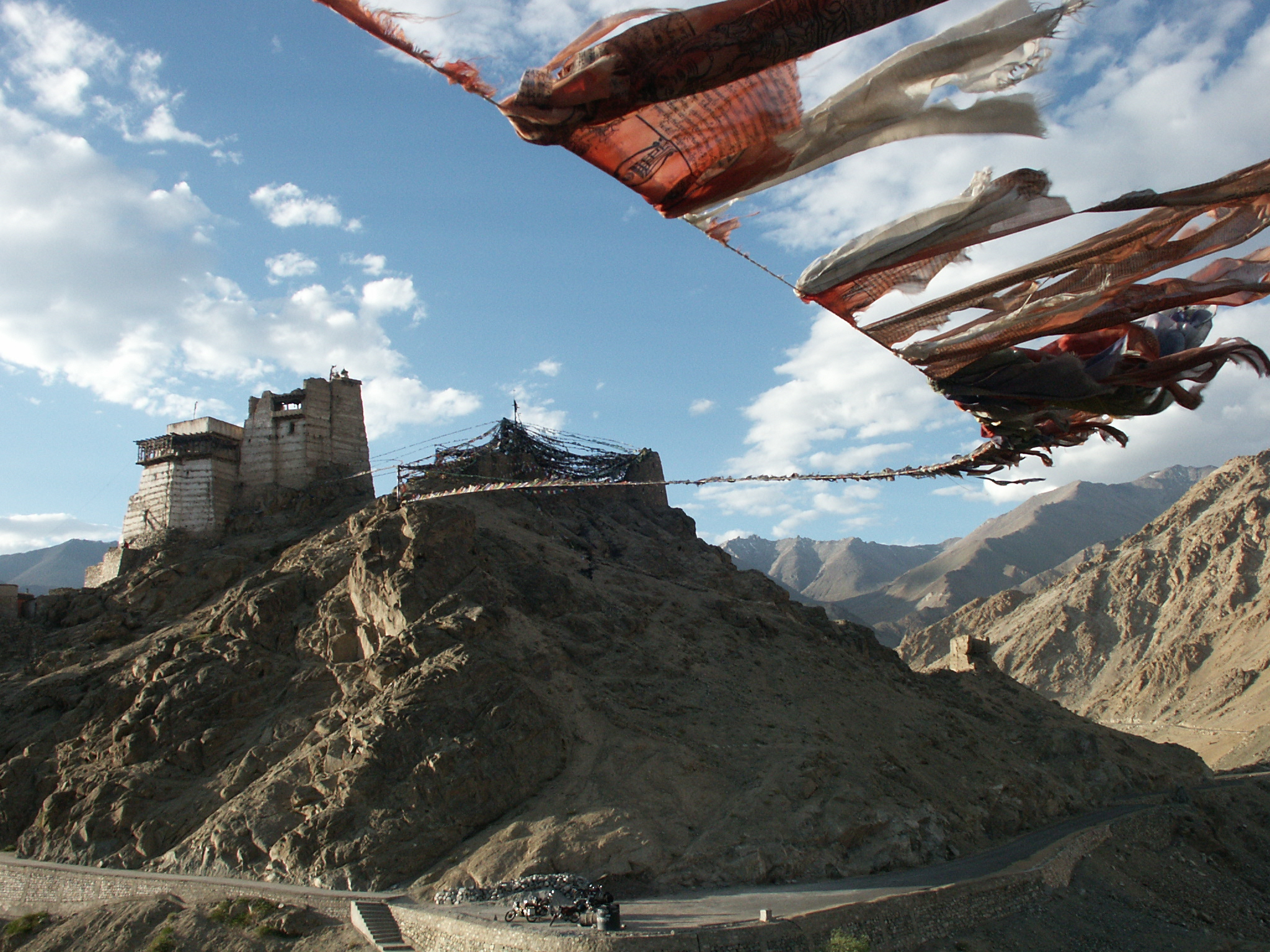
Gebetsfahnen in Ladakh, Indien

Gebetsfahnen oder Gebetsflaggen (tib.: rlung rta; རླུང་རྟ་; deutsch: Windpferd) sind heute im Buddhismus übliche Fahnen in meist kleiner rechteckiger Form.
Sie werden von den Gläubigen bis zur vollständigen Verwitterung dem Wind ausgesetzt, damit nach ihrer Überzeugung die Gebete dem Himmel zugetragen werden.

## Merkmale
Diese Fahnen sind im Gebiet des tibetischen Kulturraumes, im Himalaya einschließlich der gesamten tibetischen Hochebene und teilweise auch in den angrenzenden Regionen, an jedem Bergpass und auf jedem Gipfel zu finden. Sie haben in der Regel mit der Reihenfolge von links nach rechts oder bei sternförmig aufgehängten Fahnen von innen nach außen die Farben Blau, Weiß, Rot, Grün und Gelb. Die Zahl Fünf spielt im tibetischen Buddhismus eine zentrale Rolle und verkörpert die vier Himmelsrichtungen sowie das Zentrum (siehe Stupa). Die Farben stehen für jeweils ein Element, Blau für die Leere (den Raum, den Himmel), Weiß für die Luft (die Wolken, den Wind), Rot für das Feuer, Grün für das Wasser und Gelb für das Erdelement.
Oft werden Gebetsfahnen mittels traditionellen Holzdrucks mit Symbolen, Mantras und/oder Gebeten bedruckt. Sie werden heute aber auch mit modernen Druckverfahren und aus Materialien wie Polyester gefertigt. Mantraaufdrucke beinhalten oft wie bei den Manisteinen das traditionelle tibetische Mantra „Om mani padme hum“. Dieses soll für das Glück aller fühlenden Wesen mit dem Wind in die Welt hinausgetragen werden. Zur Unterstützung dieses Anliegens ist auf vielen Gebetsfahnen in der Mitte der Mantraaufdrucke die mythologische Figur des tibetischen Windpferdes (རླུང་རྟ་, rlung-rta) abgebildet, damit durch das Flattern der mit dem im Wind fliegenden Pferd versehenen Fahnen die Gebete besonders wirksam in den Himmel getragen werden sollen.
Häufig befinden sich in den Ecken der Fahnen die vier „Kraft-“ oder „Symboltiere“ der vier Himmelsrichtungen: oben links der Garuda, oben rechts der Drache, unten links der Tiger und unten rechts der Schneelöwe. Diese umrahmen ein Windpferd in der Mitte.

Windpferd
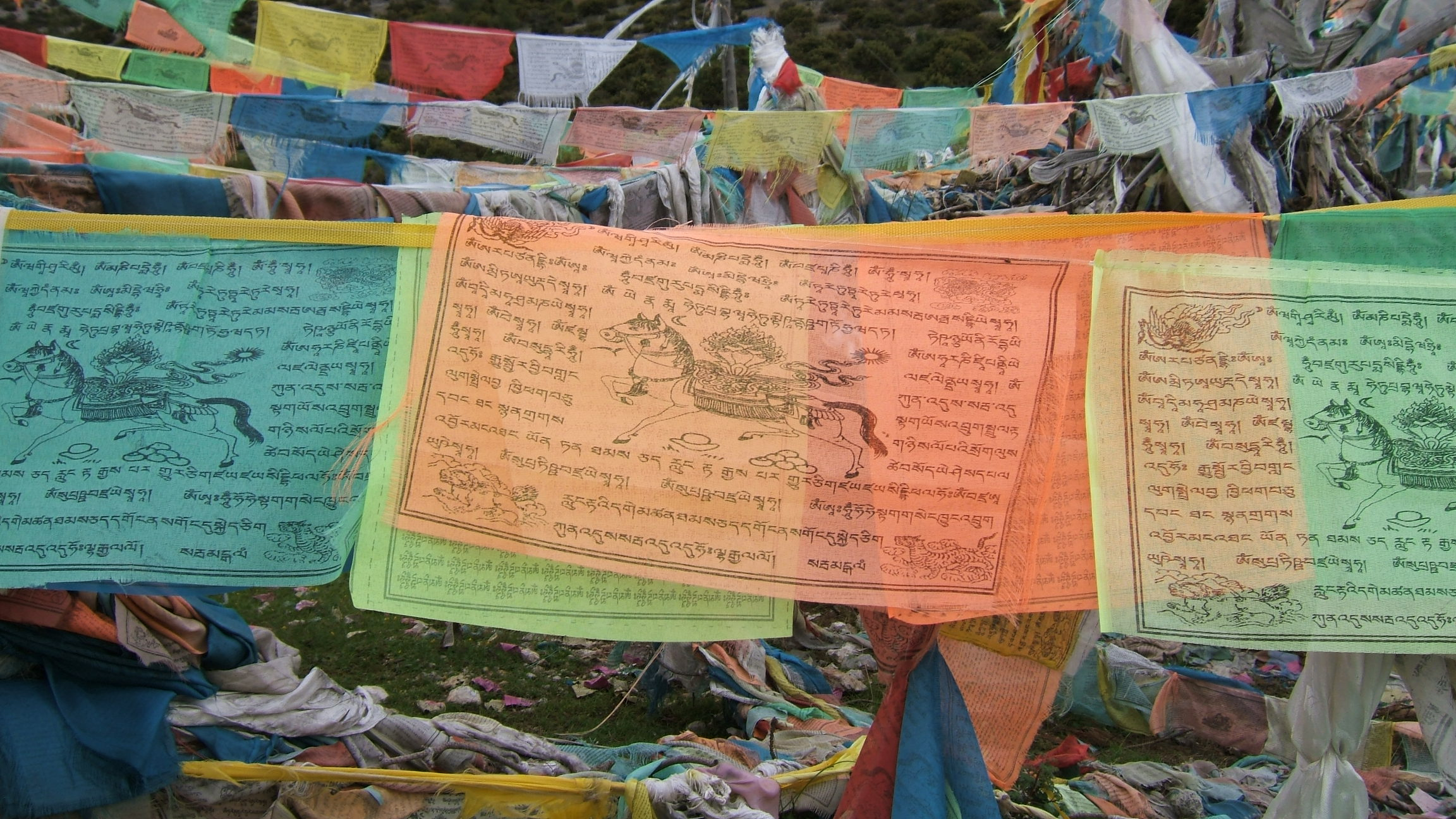
Gebetsfahnen mit Windpferd
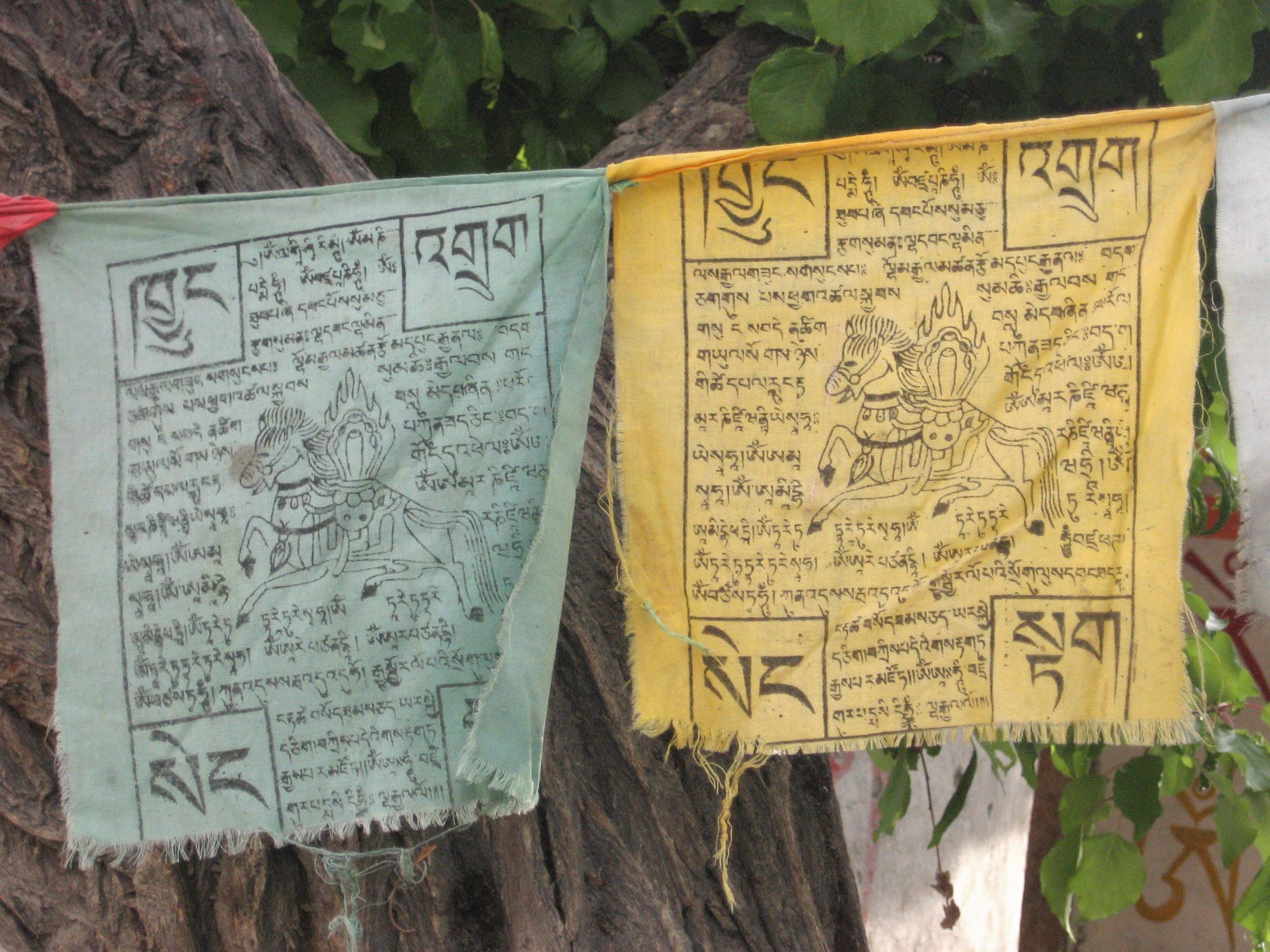
Gebetsfahne mit Windpferd und den vier Symboltieren in den Ecken

## Aufhängungsorte
Gebetsfahnen werden besonders auf Berggipfeln, an Bergpässen oder Stupas aufgehängt. Viele Buddhisten hängen Gebetsfahnen auch an ihr Wohnhaus. In manchen Bergorten Nepals werden große einfarbige Gebetsfahnen wie Flaggen an Masten gehängt und manchmal an Festtagen gewechselt.

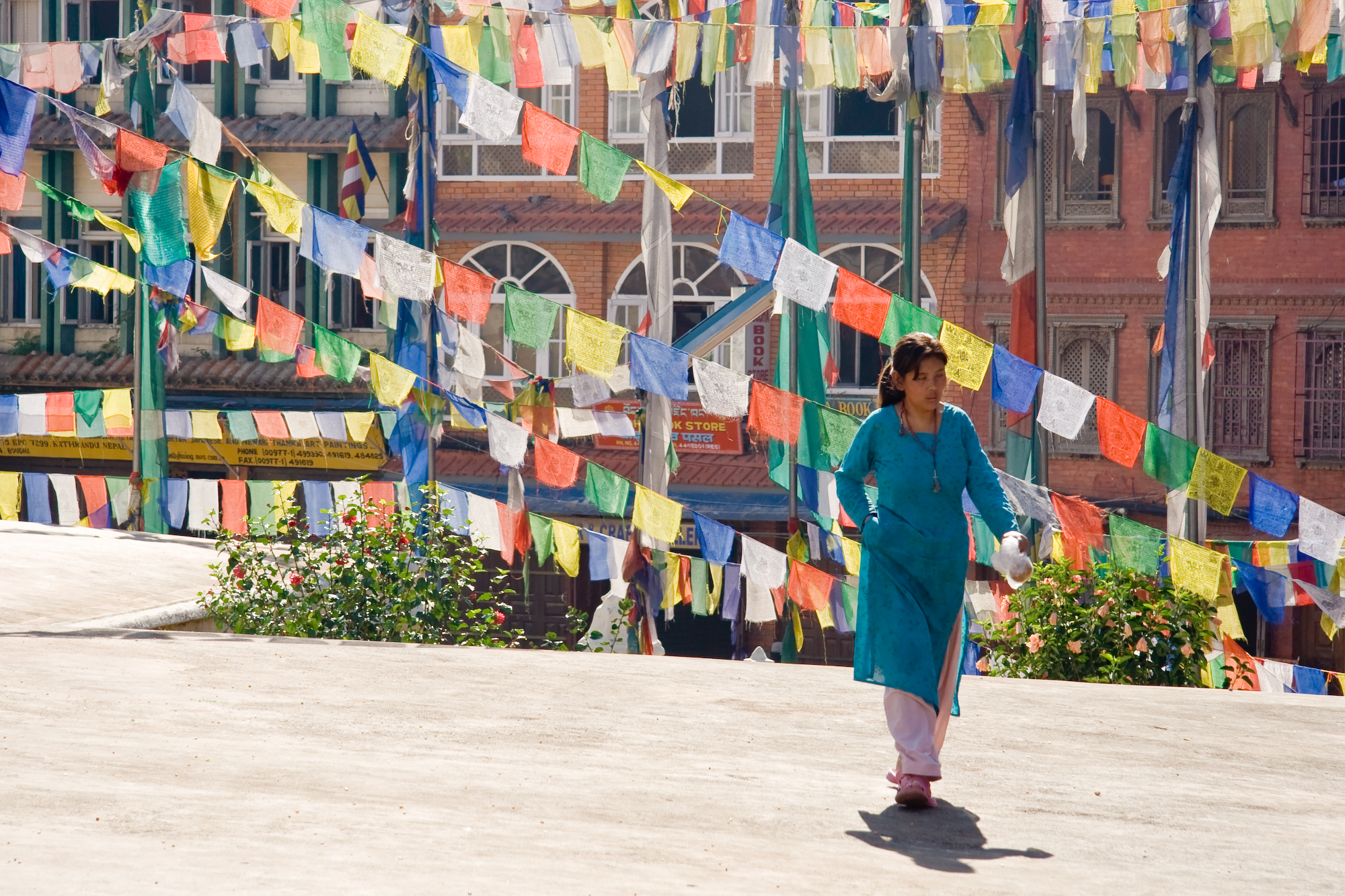
In Bodnath, Kathmandu (Nepal)
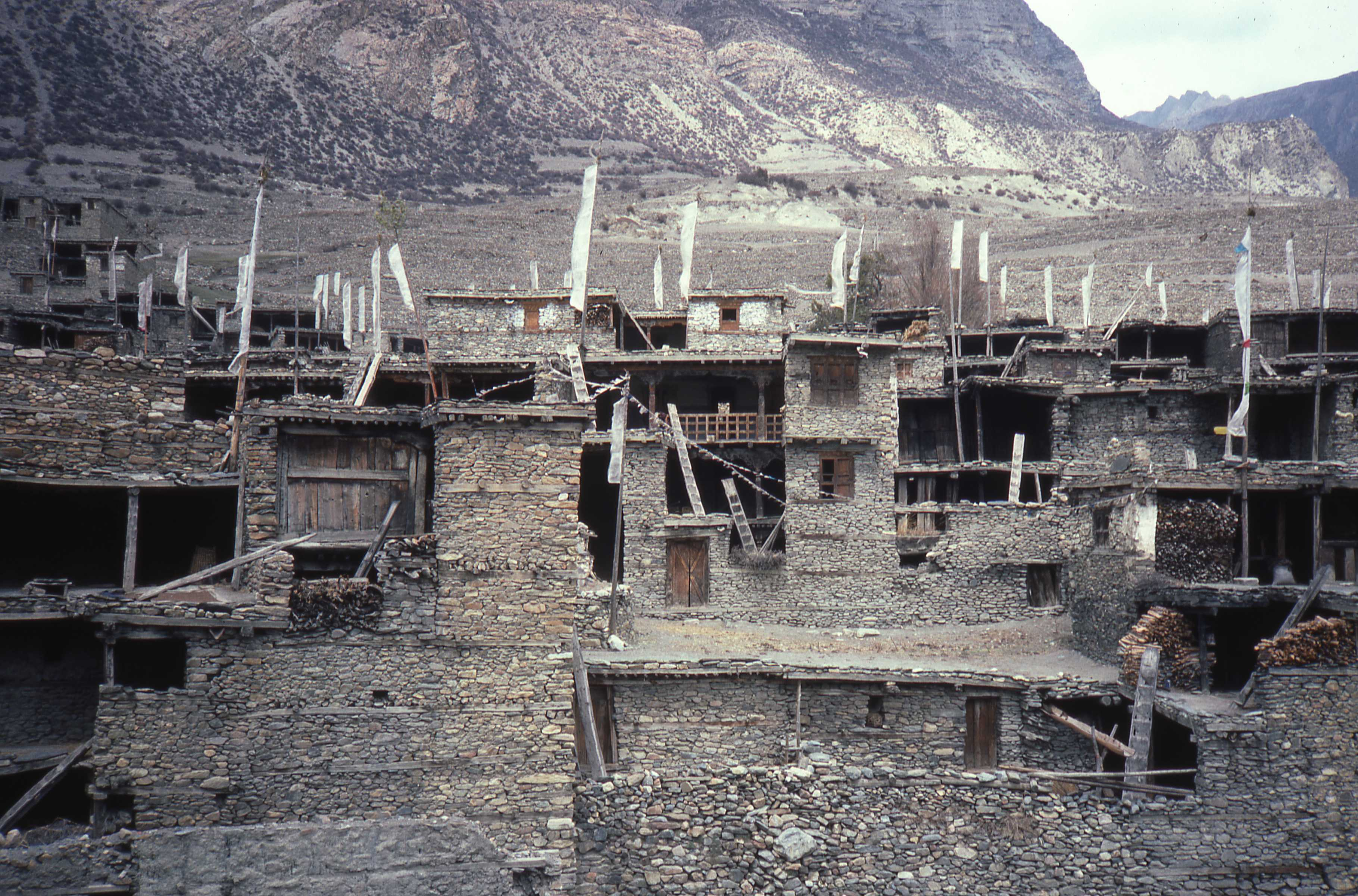
In Manang, Nepal
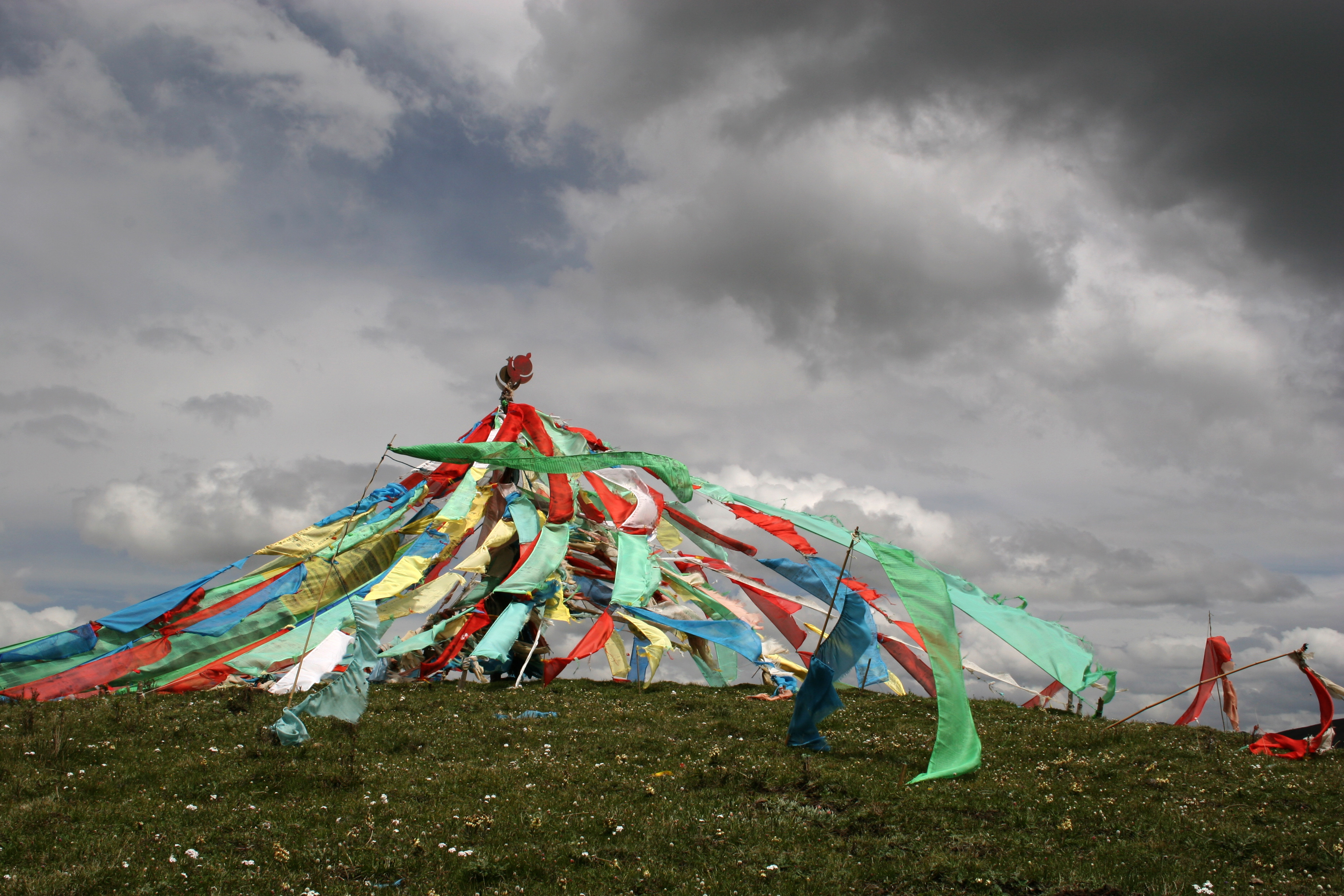
Auf dem Qiliangebirge, China
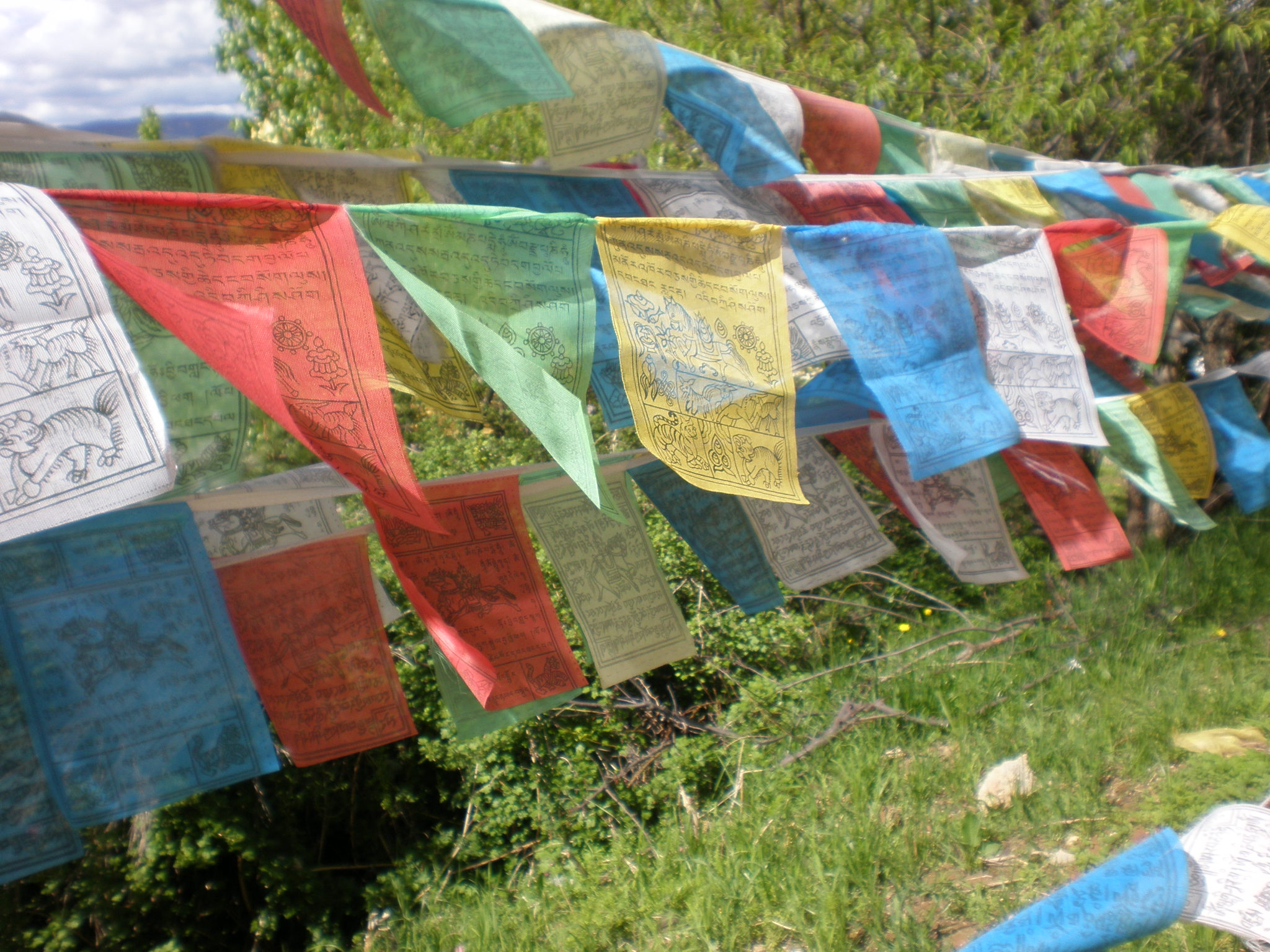
Am Guishan-Tempel in Shangri-La, Yunnan (Volksrepublik China)
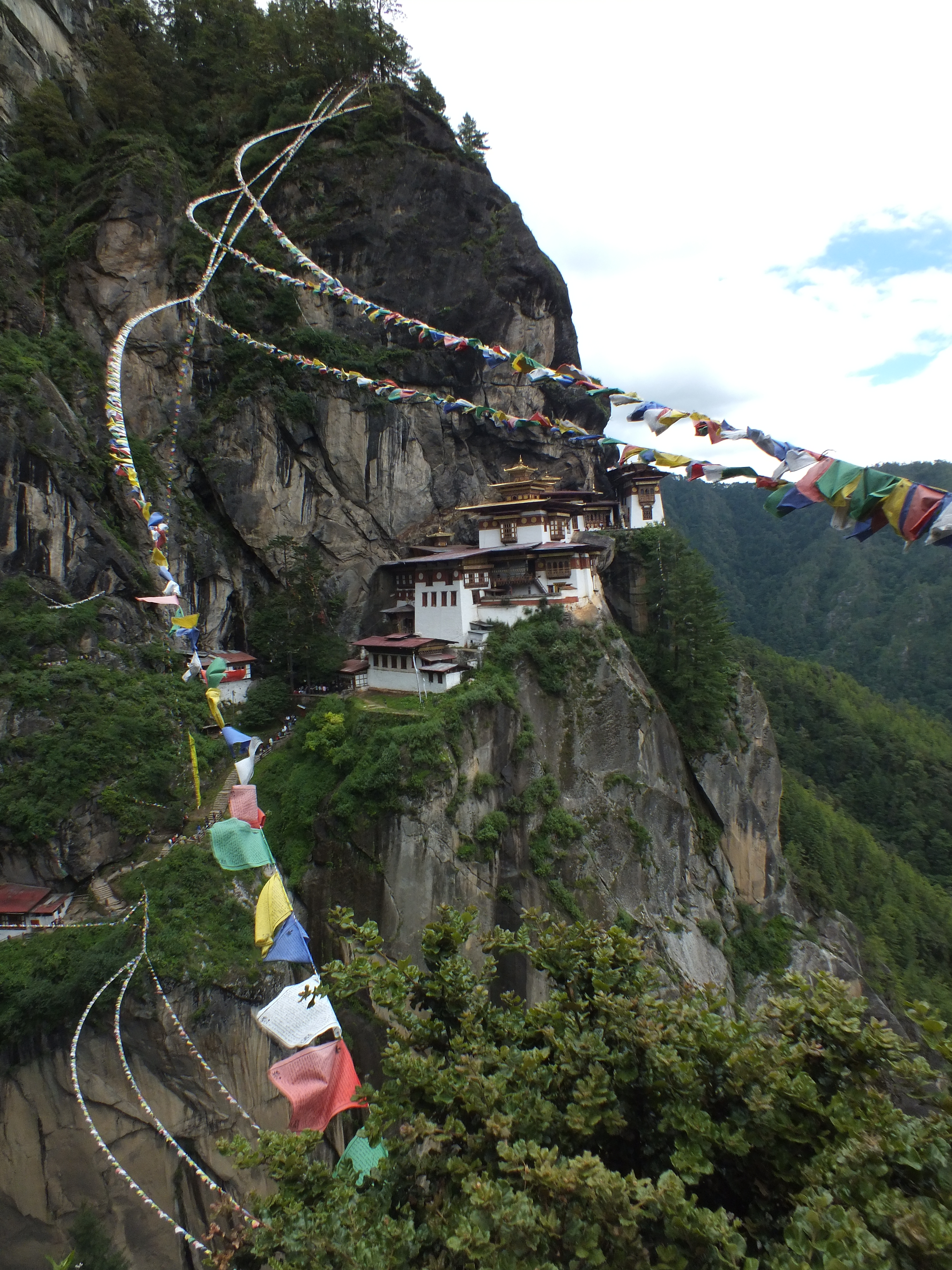
In Bhutan
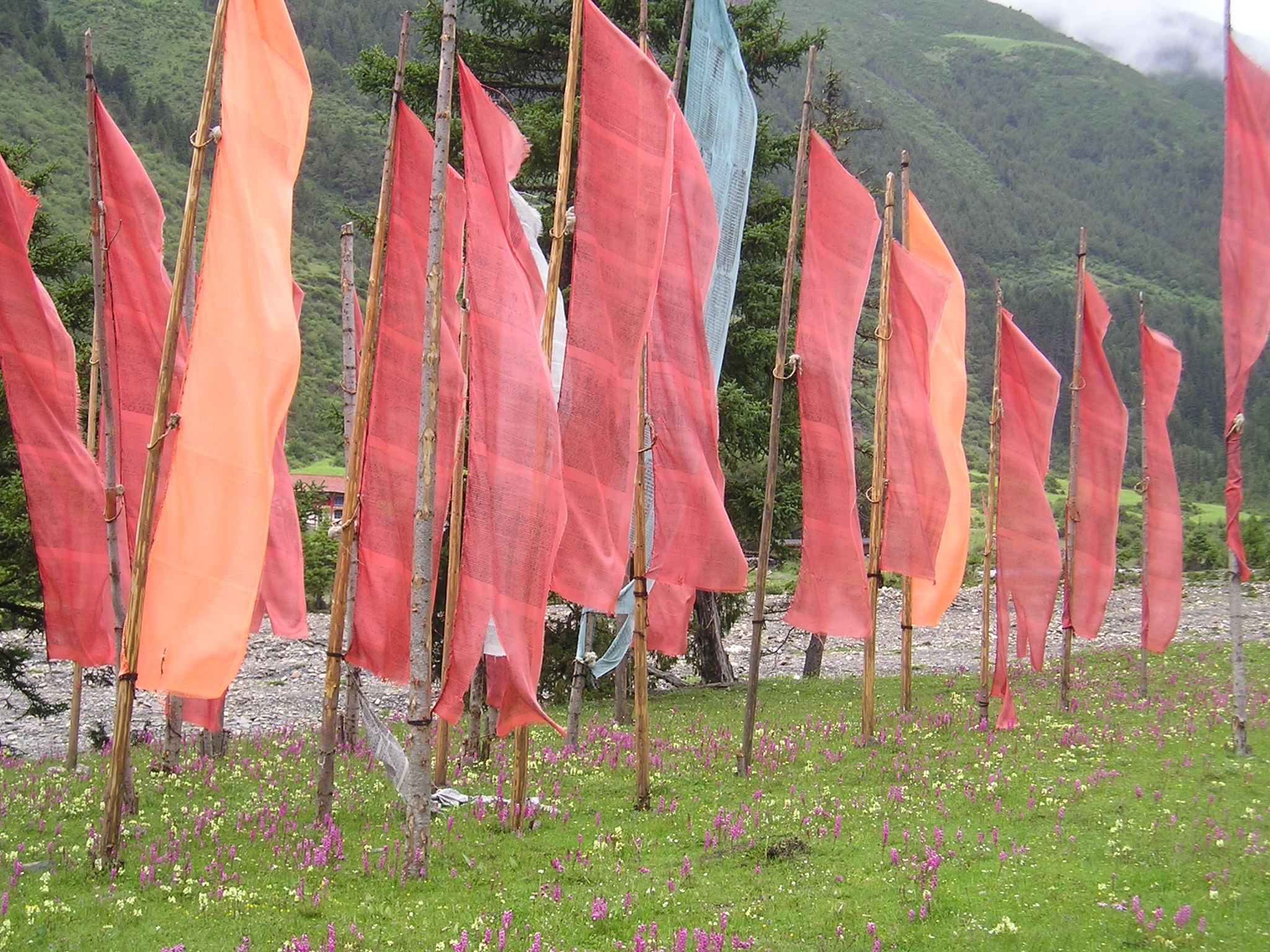
Bei Songpan (Tibet)
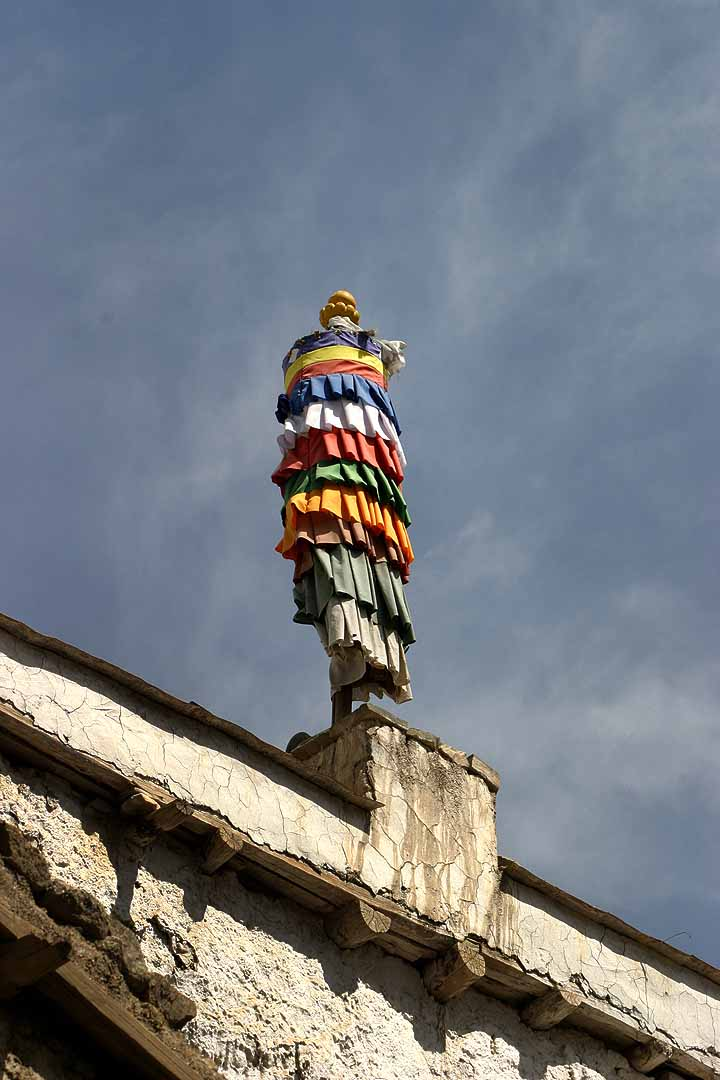
Auf einem Buddhistischen Tempel
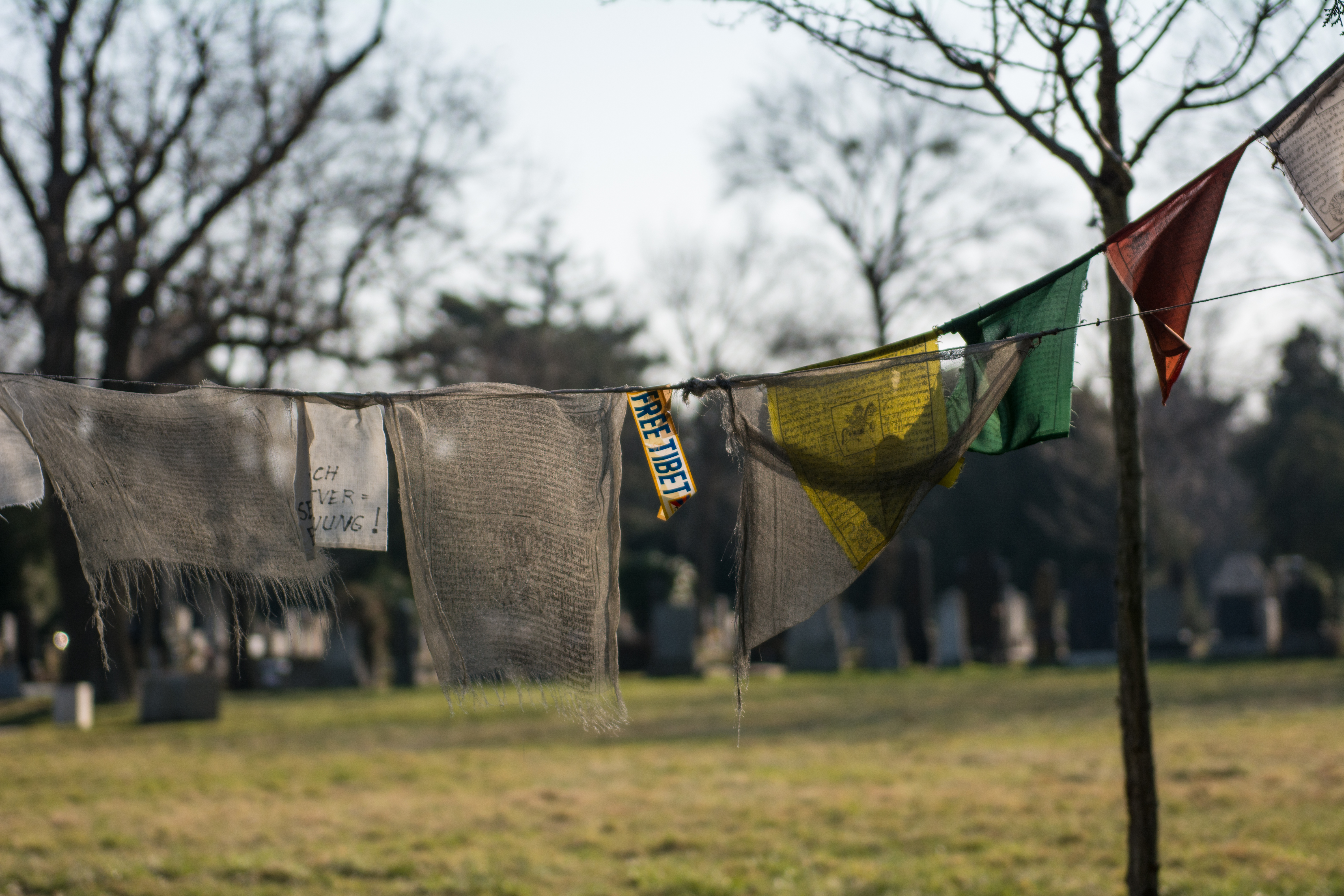
Am Wiener Zentralfriedhof